# Trójka do wzięcia
Trójka do wzięcia – polski fabularny film krótkometrażowy z 2006 roku w reżyserii Bartosza Konopki. Zdjęcia kręcono w Warszawie.

## Fabuła
16-letnia Inga nagle dowiaduje się o śmierci matki. Razem z trójką rodzeństwa musi uciekać przed opieką społeczną, która chce ich wysłać do pogotowia opiekuńczego. Dziewczyna tuła się z rodzeństwem po znajomych, w końcu trafia do swojej ciotki, która staje się dla nich matką.

## Obsada aktorska[1]
- Klaudia Barcik - Inga
- Małgorzata Hajewska-Krzysztofik - Matka/Ciotka Ingi
- Krzysztof Czeczot - Konrad, chłopak Ingi
- Michał Włodarczyk - Kacper, brat Ingi
- Julia Kruszewska - Zuzia, siostra Ingi
- Łukasz Mechanicki - Chłopak z podwórka
- Marek Kasprzyk - Urzędnik MOPS-u
- Violetta Arlak - Pani Krzywkowska
- Andrzej Konopka - Pan Krzywkowski
- Michał Piela - Konduktor
- Piotr Nowak - Lekarz pogotowia

## Nagrody
- 2007 - Bartosz Konopka - Kraków - Festiwal „Slamdance on The Road” - Nagroda Główna
- 2007 - Bartosz Konopka - Nowy Jork - Nowojorski Festiwal Filmów Polskich - Nagroda „Ponad Granicami” im. Krzysztofa Kieślowskiego w kategorii filmu krótkiego
- 2007 - Bartosz Konopka - Warszawa - Festiwal Filmu Krótkiego - Nagroda Główna
- 2007 - Bartosz Konopka - Warszawa Festiwal Filmu Krótkiego - Nagroda Publiczności
- 2007 - Bartosz Konopka - Koszalin - Koszaliński Festiwal Debiutów Filmowych „Młodzi i Film” - Mały Jantar za najlepszą fabułę w Konkursie Filmów Krótkometrażowych
- 2007 - Bartosz Konopka - Petersburg - Festiwal Filmów Krótkich, Dokumentalnych i Animowanych „Message To Man” - Nagroda za najlepszy debiut
- 2007 - Bartosz Konopka - Gdynia - Festiwal Polskich Filmów Fabularnych - Nagroda Specjalna SFP w konkursie „Młode Kino Polskie"
- 2007 - Bartosz Konopka - Toruń - Toruń Film Festival TOFFI - Grand Prix w Konkursie na Najlepszy Krótkometrażowy Film Fabularny
- 2007 - Piotr Borkowski - Toruń - Toruń Film Festival TOFFI - Wyróżnienie Honorowe za najlepszy scenariusz w Konkursie na Najlepszy Krótkometrażowy Film Fabularny
- 2007 - Bartosz Konopka - Toruń - Toruń Film Festival TOFFI - Wyróżnienie Honorowe za najlepszy scenariusz w Konkursie na Najlepszy Krótkometrażowy Film Fabularny
- 2007 - Bartosz Konopka - Brest - Europejski Festiwal Filmów Krótkometrażowych - Grand Prix
- 2007 - Klaudia Barcik - Brest - Europejski Festiwal Filmów Krótkometrażowych - Nagroda za najlepszą kreację aktorską
- 2008 - Rafał Listopad - Polskie Nagrody Kina Niezależnego - Offskar w kategorii Najlepszy montaż
- 2008 - Bartosz Konopka - Seattle Seattle Polish Film Festival - Nagroda za Najlepszy Film Krótki